# Aloe gerstneri
Aloe gerstneri é uma espécie de liliopsida do gênero Aloe, pertencente à família Asphodelaceae.